# Xenanthura bacescui
Xenanthura bacescui is een pissebed uit de familie Hyssuridae. De wetenschappelijke naam van de soort is voor het eerst geldig gepubliceerd in 1979 door Negoescu.